# Dolichopeza (Dolichopeza) kurandensis
Dolichopeza (Dolichopeza) kurandensis is een tweevleugelige uit de familie langpootmuggen (Tipulidae). De soort komt voor in het Australaziatisch gebied.